# Aladdin và vua trộm
Aladdin và vua trộm (tựa tiếng Anh: Aladdin and the King of Thieves) là một bộ phim hoạt hình của hãng hoạt hình Walt Disney sản xuất vào năm 1996. Đây là phần tiếp theo của phim Sự trở lại của Jafar, được dựa trên câu chuyện trong Nghìn lẻ một đêm Alibaba và bốn mươi tên cướp, nhưng nhân vật Ali Baba được thay thế bởi Aladdin. Ngay sau khi tìm được người cha đã lưu lạc hàng chục năm, Aladdin buộc phải dấn thân vào một cuộc phiêu lưu mới. Trong bộ phim này, chàng cùng cha tìm kiếm bảo vật quý giá nhất chốn trần gian: bàn tay vua Midas.

## Nội dung
Đám cưới giữa Aladdin và công chúa Jasmine chuẩn bị được cử hành thì hoàng cung Agrabah bỗng nhiên náo loạn. Toán cướp do tên Cassim khét tiếng cầm đầu không biết bằng cách nào đã lọt qua hàng rào lính canh dày đặc tiến vào bên trong lâu đài. Chúng phá phách, lục tung khắp nơi như để tìm một thứ gì đó. Mặc dù Aladdin đã dụ được bọn cướp đi chỗ khác để mọi người được an toàn, nhưng đám cưới của chàng đã bị phá hỏng. Để tìm hiểu thứ mà bọn cướp tìm kiếm, Aladdin lục tung đống quà tặng và tìm thấy một chiếc bùa tiên tri. Nó có khả năng nhìn thấy quá khứ và tương lai, nhưng mỗi người chỉ hỏi được đúng một câu.
Aladdin bèn hỏi chiếc bùa về người cha mà chàng đã không gặp từ thuở bé và choáng váng khi biết rằng đó chính là Cassim. Để điều tra chân tướng sự việc, chàng lần theo dấu vết bọn cướp và đánh bại Sa'luk - cánh tay phải của Cassim. Nhờ kỳ tích này, Aladdin được gia nhập vào toán cướp. Chẳng bao lâu sau, chàng biết được lý do khiến cha mình bỏ nhà ra đi: Cassim phát hiện ra bằng chứng về sự tồn tại của bàn tay vua Midas trong thần thoại Hy Lạp – thứ có thể biến mọi vật thành vàng bằng cách chạm vào chúng. Ông tin rằng nếu có bàn tay vua Midas, ông có thể mang đến cho vợ con một cuộc sống sung túc. Cassim tấn công hoàng cung để tìm lá bùa tiên tri. Nếu có nó, ông có thể biết được nơi cất giấu bàn tay.
Aladdin thuyết phục Cassim quay trở về sống với chàng ở hoàng cung. Cassim đồng ý, nhưng chỉ là để tìm cơ hội đánh cắp lá bùa tiên tri. Sự ham muốn sở hữu bàn tay thần trong ông quá lớn. Nhưng rồi ông bị lính canh bắt giữ khi tìm cách trốn khỏi lâu đài cùng với lá bùa. Aladdin giúp cha trốn thoát, nhưng bị viên đội trưởng ngự lâm quân phát hiện và buộc phải chạy trốn cùng Cassim và chú vẹt Iago. Mấy ngày sau, chàng quyết định quay về Agrabah để nhận trách nhiệm về việc giải cứu cha, còn Cassim và Iago quay trở lại hang của toán cướp. Cassim ngỡ ngàng khi phát hiện ra rằng Sa'luk giờ đây đã trở thành thủ lĩnh. Hắn bắt Cassim khai ra nơi cất giấu bàn tay vua Midas. Câu trả lời là: trên lưng một con rùa biển khổng lồ.
Iago thoát được khỏi hang và bay về Agrabah, rồi dẫn Aladdin tới giải thoát cho cha chàng. Nhờ có sự giúp đỡ của thần đèn, hai cha con tới được chỗ con rùa khổng lồ trước bọn Sa'luk. Họ tìm thấy bàn tay vua Midas, nhưng chưa kịp vui mừng thì Sa'luk xuất hiện. Hắn rút kiếm lao vào tấn công hai cha con hòng đoạt cánh tay. Nhưng Aladdin đã ném cánh tay cho Sa'luk. Bất ngờ, người hắn đã hóa thành vàng ròng. Hai cha con Aladdin đã kịp thoát khỏi đây trước khi con rùa bị chìm xuống biển. Sau khi trở về, Aladdin cưới công chúa Jasmine, còn vẹt Iago lựa chọn theo chân Cassim du ngoạn trong một khoảng thời gian (tại các sự kiện diễn ra ở phần phim Disney princess enchanted tales: Theo đuổi giấc mơ, Cassim được cho là đã trở lại Agrabah, vì Iago đã về lại thành phố này trước đó).

## Diễn viên lồng tiếng
- Scott Weinger vai Aladdin
- Robin Williams vai Thần đèn Genie
- John Rhys-Davies vai Cassim
- Linda Larkin vai Công chúa Jasmine
- Gilbert Gottfried vai Vẹt Iago
- Jerry Orbach vai Sa'luk
- Frank Welker vai Khỉ Abu / Hổ Rajah
- Val Bettin vai Đức vua Sultan
- Jim Cummings vai Razoul

## Chuyện hậu trường
Trước khi tiến hành làm Aladdin and the King of Thieves, giữa Robin Williams và hãng Walt Disney đã có tranh chấp về hợp đồng. Tuy nhiên, cuối cùng ông vẫn đồng ý tiếp tục tham gia lồng tiếng cho nhân vật thần đèn. Hãng Walt Disney đã thuê một nam diễn viên tên là Dan Castellaneta lồng tiếng cho tất cả các đoạn hội thoại của nhân vật thần đèn Genie, nhưng sau đó đoạn băng này không được sử dụng do quyết định quay trở lại của Williams.